# 法納特峰
46°46′17.72″N 10°57′46.71″E / 46.7715889°N 10.9629750°E
法納特峰（義大利語：Fanatspitze），是意大利的山峰，位於該國東北部，由博爾扎諾-南蒂羅爾自治省負責管轄，屬於奧茨塔爾阿爾卑斯山脈的一部分，海拔高度3,358米，人類在1887年7月25日首次登頂。